# Sceaux-sur-Huisne
Sceaux-sur-Huisne – miejscowość i gmina we Francji, w regionie Kraj Loary, w departamencie Sarthe.
Według danych na rok 1990 gminę zamieszkiwały 472 osoby, a gęstość zaludnienia wynosiła 40 osób/km² (wśród 1504 gmin Kraju Loary Sceaux-sur-Huisne plasuje się na 856. miejscu pod względem liczby ludności, natomiast pod względem powierzchni na miejscu 926.).